# Анджорин, Тино
Фаусти́но Адебола Рашид Анджори́н (англ. Faustino Adebola Rasheed Anjorin; род. 23 ноября 2001, Пул, Юго-Западная Англия), более известный как Ти́но Анджори́н (англ. Tino Anjorin) — английский футболист, полузащитник клуба «Эмполи».

## Клубная карьера

### «Челси»
Анджорин начал выступать в футбольной академии «Челси» в возрасте семи лет. В основном составе «Челси» дебютировал 25 сентября 2019 года в матче Кубка Английской футбольной лиги против «Гримсби Таун», выйдя на замену Педро Родригесу. 8 марта 2020 года Анджорин дебютировал в Премьер-лиге, выйдя на замену Виллиану в матче против «Эвертона».

#### Аренда в «Локомотив» (Москва)
2 сентября 2021 года на правах аренды до конца сезона перешёл в московский «Локомотив». 16 сентября забил свой дебютный гол за «железнодорожников», сравняв счёт в матче 1-го тура групповой стадии Лиги Европы с французским «Марселем» (1:1). В конце января 2022 года «Локомотив» объявил о досрочном расторжении арендного соглашения с Фаустино Анджорином.

#### Аренда в «Хаддерсфилд Таун»
31 января 2022 года на правах аренды до конца нынешнего сезона перешёл в «Хаддерсфилд Таун».

## Карьера в сборной
Фаустино родился в Англии в семье англичанки и нигерийца, поэтому может выступать за национальные сборные Англии и Нигерии. Он выступал за сборные Англии до 16, до 17, до 18 и до 19 лет.

## Клубная статистика
| Клуб                        | Сезон      | Лига                    | Лига  | Лига | Кубок | Кубок | Кубок лиги | Кубок лиги | Континент | Континент | Другое | Другое | Итог  | Итог |
| Клуб                        | Сезон      | Дивизион                | Матчи | Голы | Матчи | Голы  | Матчи      | Голы       | Матчи     | Голы      | Матчи  | Голы   | Матчи | Голы |
| --------------------------- | ---------- | ----------------------- | ----- | ---- | ----- | ----- | ---------- | ---------- | --------- | --------- | ------ | ------ | ----- | ---- |
| Челси                       | 2019/20    | Английская Премьер-лига | 1     | 0    | 0     | 0     | 1          | 0          | 0         | 0         | —      | —      | 2     | 0    |
| Челси                       | 2020/21    | Английская Премьер-лига | 0     | 0    | 2     | 0     | 0          | 0          | 1         | 0         | —      | —      | 3     | 0    |
| Челси                       | Итог       | Итог                    | 1     | 0    | 2     | 0     | 1          | 0          | 1         | 0         | 0      | 0      | 5     | 0    |
| Локомотив (Москва) (аренда) | 2021/22    | Российская премьер-лига | 7     | 0    | 0     | 0     | —          | —          | 2         | 1         | —      | —      | 9     | 1    |
| Хаддерсфилд Таун (аренда)   | 2021/22    | Чемпионшип              | 7     | 1    | 1     | 0     | —          | —          | —         | —         | —      | —      | 8     | 1    |
| Хаддерсфилд Таун (аренда)   | 2022/23    | Чемпионшип              | 4     | 2    | 0     | 0     | 1          | 0          | —         | —         | —      | —      | 5     | 2    |
| Хаддерсфилд Таун (аренда)   | Итог       | Итог                    | 11    | 3    | 1     | 0     | 1          | 0          | 0         | 0         | 0      | 0      | 13    | 3    |
| Общий итог                  | Общий итог | Общий итог              | 19    | 3    | 3     | 0     | 2          | 0          | 3         | 1         | 0      | 0      | 27    | 4    |

1. ↑  Матч в Лиге чемпионов
2. ↑  Матчи в Лиге Европы